# 大双心河

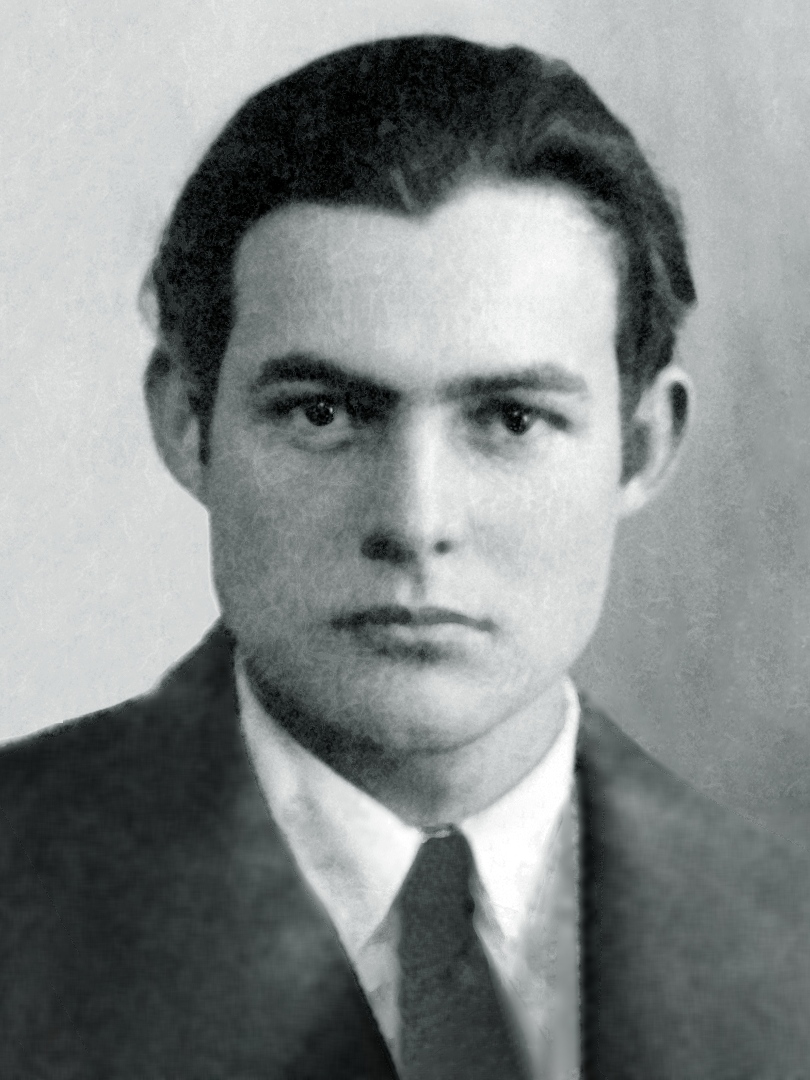
欧内斯特·海明威（Ernest Hemingway）该照片摄于1923年，即《大双心河》出版的两年前。

《大双心河》（英語：Big Two-Hearted River）是美国作家欧内斯特·海明威创作的短篇小说，分为上下两部分。该小说于1925年由美国出版商邦尼与李佛莱特（Boni & Liveright）出版，收录于《在我们的时代里》（In Our Time），这也是海明威的第一本美国短篇小说集。尼克·亚当斯（Nick Adams）是小说中唯一的主人公，他在小说里只有三句独白。他作为海明威的自传性人物，反复在海明威的小说里出现。这个故事揭示了战争的本质是毁灭，但人类可以在自然中得到慰藉并找回曾经的活力。小说一出版，海明威简洁的写作风格受到评论家们的一致赞赏，《大双心河》也成为了他的经典著作之一。
这篇小说是海明威最早实践冰山理論的作品。冰山理论是一种现代主义的散文创作方法：将作品中深层的情感和思想隐藏在简洁的语言风格之下。《大双心河》全文几乎是描述性的，故事情节单一。海明威受到法国画家塞尚画作中创新视觉透视点的影响，并将塞尚提出的强调画作主体，弱化背景的这种做法应用到文学写作中。在这个小说中，海明威详细叙述了主人公的垂钓之旅，但是对于故事发生的背景，特别是那片沼泽地，只是草草略过。
1922年，海明威与妻子哈德利移居巴黎。在此期间，海明威在报社找到工作，担任《多伦多星报》的海外特派员，并结识了现代主义作家弗朗西斯.斯科特·菲茨杰拉德，福特·麦道克斯·福特，詹姆斯·乔伊斯，埃兹拉·庞德和格特鲁德·斯坦，与他们建立友谊，在写作上也受到他们的影响。  1923年，海明威的处女作《三个故事和十首诗》在巴黎出版，次年又出版了巴黎版的小说集《在我们的时代里》。  为了能让这本小说集也在纽约出版，海明威于1924年开始撰写故事，并计划将《大双心河》作为新增内容里的最后一篇小说。他从1924年的5月开始撰写这个故事，但因为整个夏天他都忙于帮助埃兹拉·庞德和福特·马多克斯·福特发行杂志《大西洋彼岸评论》，所以直到9月他才完成《大双心河》。 

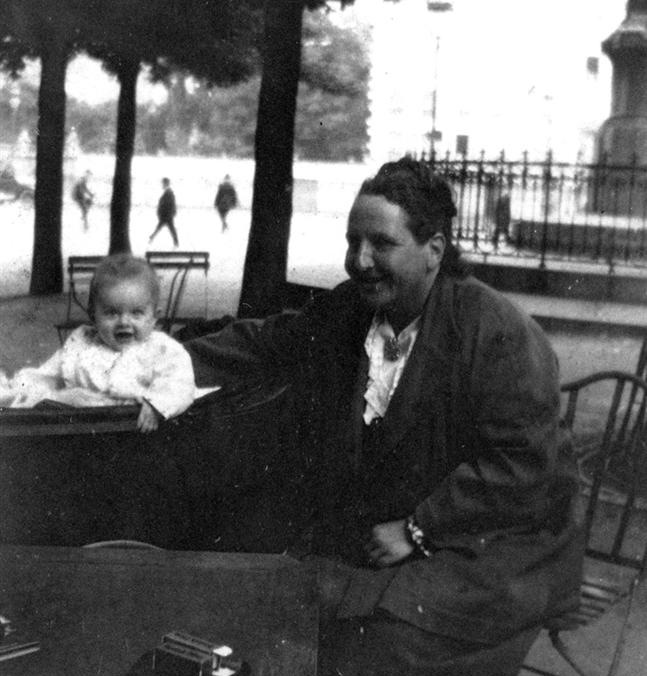
格特鲁德·斯坦（Gertrude Stein）与海明威的儿子杰克的合影，摄于1924年。斯坦曾建议海明威缩短《大河双心》的结尾。

《大双心河》带有很强烈的自传色彩。第一次世界大战期间，年仅19岁的海明威加入了国际红十字会，被派往福萨尔塔迪皮亚韦的意大利战役前线担任救护车司机。到达意大利前线的第一天，他就协助取回了在弹药工厂爆炸中丧生的女工遗体。后来他在作品《午后之死》里回忆道：“我记得在我们彻底搜寻了完整的尸块之后，我们又收集了死者尸体的其他碎尸块” 。几天后，也就是1918年7月8日，一颗迫击炮在他的双腿中间爆炸，导致他身受重伤， 因此他被送到米兰的一家医院休养了六个月。在1919年9月海明威回到家后，他与两名高中好友一起在密歇根上半岛塞尼市附近的郊区度过了一周的宿营垂钓之旅，这一次旅行也是《大双心河》的写作灵感来源。 该小说的手稿里使用了许多复数代词，说明在早期版本里包含了更多的人物，但是出版后的版本只剩下了尼克一个主人公，任何提及他的朋友或镇民的内容都被删除了。 
1925年10月，海明威将《大双心河》的初稿给格特鲁德·斯坦阅读并询问她的意见，斯坦建议他删减最后十一页的内容，这一部分以尼克的视角，采用意识流手法展开回忆。海明威接受了她的建议，修改了结尾，并写信给他的编辑：“我意识到书中最后一个故事的最后十一页写得很烂。” 传记作家詹姆斯·梅洛评价海明威的写作才能在其他早期的写作生涯中还没有充分展示出来，也没有能力将自我反思融入他的作品中。梅洛认为，如果待到海明威笔风成熟时再写这段删减内容，定会成为一段“佳作”。
1925年1月，海明威在奥地利施伦斯过冬时，将《大双心河》发给他在美国的朋友欧内斯特·沃尔什，希望可以在沃尔什刚发行的文学杂志《本季》中发表。沃尔什最终以1,000法郎的价格买下了这部小说，这是海明威当时卖出小说里的最高价。 1925年10月5日，在原来巴黎版本的基础上又增加了几部作品后的美国版《在我们的时代里》由出版社由出版社邦尼与李佛莱特（Boni＆Liveright）在纽约出版。 合集中的最后一个故事即《大双心河》。 该小说后来也被收录于海明威1938年10月出版的的作品合集《<第五纵队>与首辑四十九篇》。他去世后才出版的两本短篇小说集1972年的《尼克·亚当斯故事集》和1987年的《海明威短篇小说全集》也都收录了《大双心河》。 《大双心河》初稿里，海明威删除的意识流片段也被编辑为一篇单独的短篇小说，标题为《论写作》，收录于1972年出版的《尼克·亚当斯故事集》。 

## 情节
上部
故事一开始，尼克乘火车到达密歇根州塞尼市，发现一场大火烧毁了小镇，“这里已没有镇子，什么也没有，只有铁轨和火烧过的土地”。 尼克沿着镇上的街道往前走，离开小镇后，来到河边的桥上，观察着河里的鳟鱼。之后，他爬上一座小山，靠着一个烧焦的树桩坐下，抽起香烟来。这时，他看见一只蚁蜢爬上他的袜子，他伸手抓住蚁蜢，并将它抛到空中，说：“继续飞吧，飞到别处去吧。”这也是尼克在小说里的第一句独白。 
当天晚上，尼克便在松林间惬意地躺下，闭上眼睛入睡。他在高大的松树林间放松并入睡。在他醒来后，他步行了一英里来到河边。他看见鳟鱼跃起来捕食日落后河道对面飞过来的虫子。 “[鳟鱼]在水面上弄出不少圆形水纹，好象在开始下雨了”。 他搭起帐篷，从包裹里拿出食物，准备他的晚餐，将提桶装满水，煮了一壶咖啡，杀了一只蚊子后就入睡了。
下部
第二天早上，尼克在一根圆木下发现了许多蚁蜢，就将这个原木命名为“蚁蜢的寓所”。蚁蜢都被露水弄湿了，还不太能蹦跳。尼克抓了约莫五十只蚁蜢，把它们都放在瓶子里。 尼克今天的早餐是加糖的咖啡还有切成薄片的洋葱三明治。吃完早餐后，尼克开始检查和组装他可以后甩的飞蝇钓竿将沾湿的鱼线绑好。尼克朝小河走去，腰带上挂着一张网，肩上扛着麻袋，脖子上挂着那瓶蚁蜢。尼克在河流中涉水，在浅滩上钓鱼。他钓到了一条 "颜色象透过清澈的水望见的水底砂砾 "的鳟鱼， 又将它放生。他继续涉水前行进入沼泽的深水区，他又钩住一条“鲑鱼般宽阔”的大鳟鱼， 但是让它逃走了。休息了一会儿后，他绕开了沼泽，一直走到浅水的中央。尼克最终钓到了两条鳟鱼，把它们装在自己的麻袋里。尼克穿过越来越深的河水，走到那根空心圆木前，坐在圆木上，他抽着烟，吃完了洋葱三明治。他本来想去沼泽的深水区钓鱼，但决定改天再去。于是就地杀了这两条鳟鱼，将它们开膛破肚，清洗干净，然后返回了营地。

## 主题

### 战争
海明威认为第一次世界大战是“我们这个时代的核心事实”。《大双心河》暗示了大范围的破坏和尼克个人的战时战后经历，但都没有直接写明。 海明威学者约瑟夫·弗洛拉（Joseph Flora）观察到，海明威笔下的尼克“在生死问题上，比他以前处理得都更有意义”。 传记作家菲利普·杨（Phillip Young）认为《大双心河》描述了一个年轻人“拼命努力不让自己失去理智”的故事。尼克受伤归来，并成为海明威之后的故事和小说中经常使用的人物类型。该小说还引入了未言明之伤（an unspecified wound）这一主题，《太阳照常升起》中的角色杰克·巴恩斯把该主题推向了顶峰。 海明威学者威廉·阿代尔（William Adair）认为，尼克的战争经历和海明威不同，也许尼克的创伤比海明威的创伤更重，（因此）尼克的未言明之伤不应与海明威的创伤混淆，也不该直接将尼克之伤等同于海明威之伤。

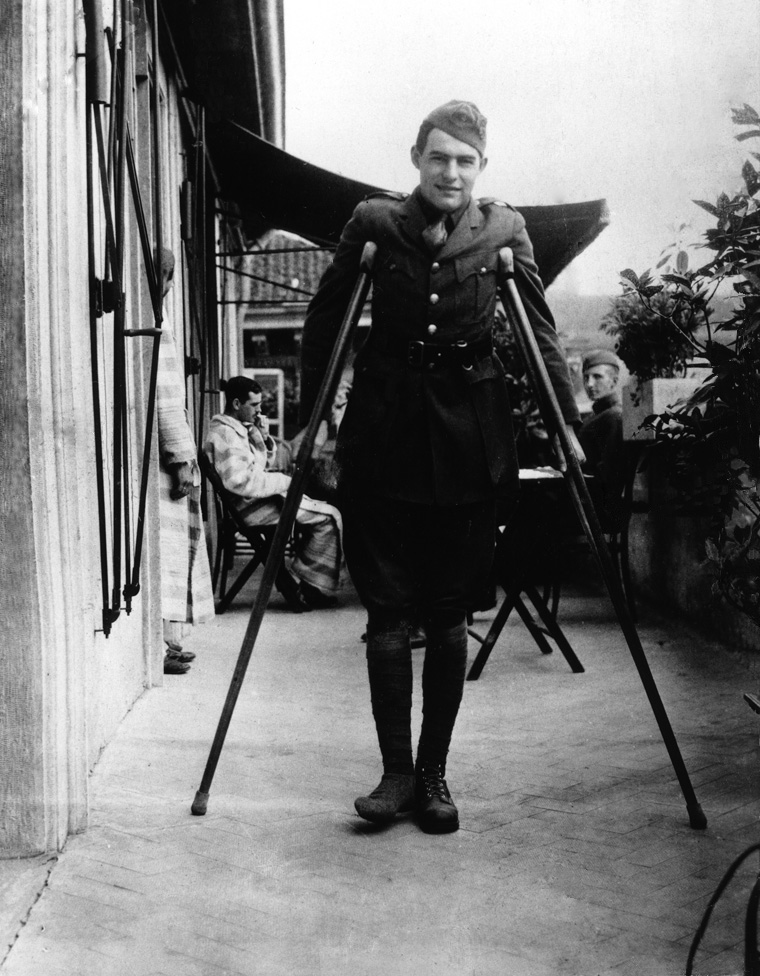
欧内斯特·海明威，摄于1918 年米兰。他当时19 岁，在第一次世界大战中被弹片击中，正在恢复中。

海明威最好的小说，如《大双心河》，或许源于关于创伤的“黑暗思想（dark thoughts）”， 但杰克逊·本森（Jackson Benson）认为，海明威作品中自传般的细节可以作为观察日常生活的框架，不仅限于观察尼克个人的经历。 他写道，海明威在早期作品中根据真实情况创造了“假设”场景，并将其投射到一个虚构的人物身上——海明威的主角问自己：“如果我受伤了，并失去理智会怎么样？”。本森还认为，“海明威的大部分小说都像是梦境——他早期最好的小说经常被比作一场醒不来的噩梦，就像《我们的时代》中反复出现的意象一样。” 
阿代尔认为书中的河流代表了福萨尔特附近的皮亚韦河，海明威在福萨尔特受迫击炮所伤。书中的沼泽可能来自波托格兰德战役——海明威在 1922 年的一篇报刊文章中描述了这场战役：“奥地利人和意大利人在齐腰深的沼泽中进攻和反击”。 此外，阿代尔认为，海明威受伤反映在尼克失去“最大的一条”鱼的场景中，并带有描述性意象，例如鞋子在水中“吱吱作响”，暗示了海明威的回忆“受伤后感觉靴子里全是温热的水（血）”。 
在《流动的盛宴》中，海明威回忆起自己写作《大双心河》的画面：“（我）坐在角落里，午后的阳光越过我的肩膀，照在记事本上…… 我停笔后还不想离开这条河，我看到池塘里的鳟鱼，水面在木桥的桥墩周围涌动、膨胀。这个故事写的是战后感受，但文中并没有提到战争。” 

### 自然
海明威笔下的自然常常孕育着庇护和新生。他的人物常常回归乡野，寻求新生。在大自然的背景下，猎人或渔民超越了存在主义——尤其是杀死猎物的时刻。  在《大双心河》中，尼克途径一座烧毁的小镇，进入树林，走向未受火灾侵袭的河流。他旅途的动机是赎罪。这条河被称为双心之河，因为它为生命提供食物（鱼）和救赎。 尼克在一片“教堂般的树林”中驻足，这与斯蒂芬·克莱恩的《红色勇气徽章》相呼应，书中的亨利·弗莱明也逃到了“教堂般的树林”中。在这片林子中，尼克睡了自战后以来的第一个安稳觉，并开始了自我疗愈的过程。第二天一早，他就到河边涉水去钓鱼。起初，湍急的河流让他感到害怕，他有几次险些失去自控。 
海明威青年时期常和家人一起在密歇根州北部的瓦隆湖避暑，他对密歇根的风景很熟悉，小说中对密歇根的描述模糊而梦幻。 罗纳德·伯曼（Ronald Berman）认为海明威将风景作为画布，画布上呈现了尼克的精神状态。 小说中对河水的描述可以和美国超验主义作家亨利·戴维·梭罗对瓦尔登湖的描述作比较。传记作家迈耶斯（Meyers）认为这个故事融合了美国的原始主义和复杂性。尼克表现出一种失落感，“不仅仅是压力下的优雅，而是围攻下的优雅”。 人们认为自然是好的，文明是坏的——这是美国文学的普遍主题，在马克·吐温19 世纪的《哈克贝利·费恩历险记》和威廉·福克纳20 世纪的《去吧，摩西》等美国经典作品中都有体现。 
海明威学者苏珊·比格尔（Susan Beegel）认为，海明威本质上是一位美国自然作家。她将其归因于他的成长经历：他的母亲格蕾丝·海明威 （Grace Hemingway）热衷于 20 世纪初的“回归自然”运动，而他的父亲是医生，教他科学，并带着年少的他参加阿加西运动会议。海明威对自然的喜爱在《大双心河》中体现得淋漓尽致，就整体故事而言，他让尼克深入偏远乡村寻找慰藉；就细节而言，他对蚱蜢的描述体现了阿加西“面向对象”的理念。 

## 风格

### 冰山理论
受到艾兹拉·庞德的启发，海明威将意象主义原则应用到自己的作品中。海明威早期小说的精简、极简主义风格都受到了庞德的影响。虽然有失尊敬，但他承认庞德“关于写什么和不写什么，他教给我的比任何一个活着的王八蛋都多”。他还向詹姆斯·乔伊斯学习，深化了精简散文的理念。 海明威 20世纪20 年代的短篇小说遵循了庞德对意象主义的严格定义； 传记作家卡洛斯·贝克（Carlos Baker）写道，在他的短篇小说中，海明威试图学习如何“用最精简的语言传达最丰富的内涵，只讲事实，却传达比事实更多的东西”。 海明威将这种风格总结成一个技巧，他称之为冰山理论：正如贝克所描述的那样，事实浮在水面上，而包括象征意义在内的结构则在看不见的水下支撑。 
冰山理论被称为“省略理论”。海明威相信，作家可以用一个完全不同的东西，传达另一个物体或概念。在《大双心河》中，他详细阐述了尼克的单调活动。故事充满了看似琐碎的细节：尼克抓蚱蜢、煮咖啡、捕获又失去一条大鳟鱼。失去鳟鱼是故事的高潮，尼克的兴奋和紧张强烈到无法控制，以至于他需要停下来休息一会儿。 
虽然海明威花大量笔墨描述了尼克钓鱼之旅中看似无关的细节，但他没有谈及也几乎没有暗示写作动机：尼克经历了一场灾难性战争，返乡后产生的情感动荡。 海明威表示，他相信让故事的核心和主旨变得更加尖锐，他写道：“《大双心河》讲述的是一个战后返乡的故事……那些遭受过严重创伤的人无法对创伤发表评论，也不能忍受别人在他们面前提及这一点。所以任何有关战争的东西都被省略了。” 弗洛拉认为，在《大双心河》中，冰山理论的概念比海明威的任何其他作品都更加明显。 
保罗·史密斯（Paul Smith）认为，海明威在《在我们的时代里》仍然只是在风格上进行尝试，由此可以看到海明威后来的极简主义风格。这种风格与其说是来自严格的删减，不如说是因为海明威想强化自己的风格。海明威的句子，比如“一开始是骨瘦如柴的小东西，然后慢慢长到合适的大小”， 避免使用复杂的语法，以反映尼克希望拥有简单的钓鱼之旅。对文本的分析显示，文中约 70% 的句子是简单句，用重复规避了从句，像儿童读物。此外，重复使散文具有“韵律和仪式感”，强调了要点。段落的长度各不相同，短段落强化了角色行动。 本森写道，相比比海明威的其他作品，《印第安营地》和《大双心河》更尖锐、更抽象，而且使用了简单的句子和措辞——这是他在新闻写作中学到的技巧。这些散文永不过时，有近乎神话般的品质。 

### 塞尚

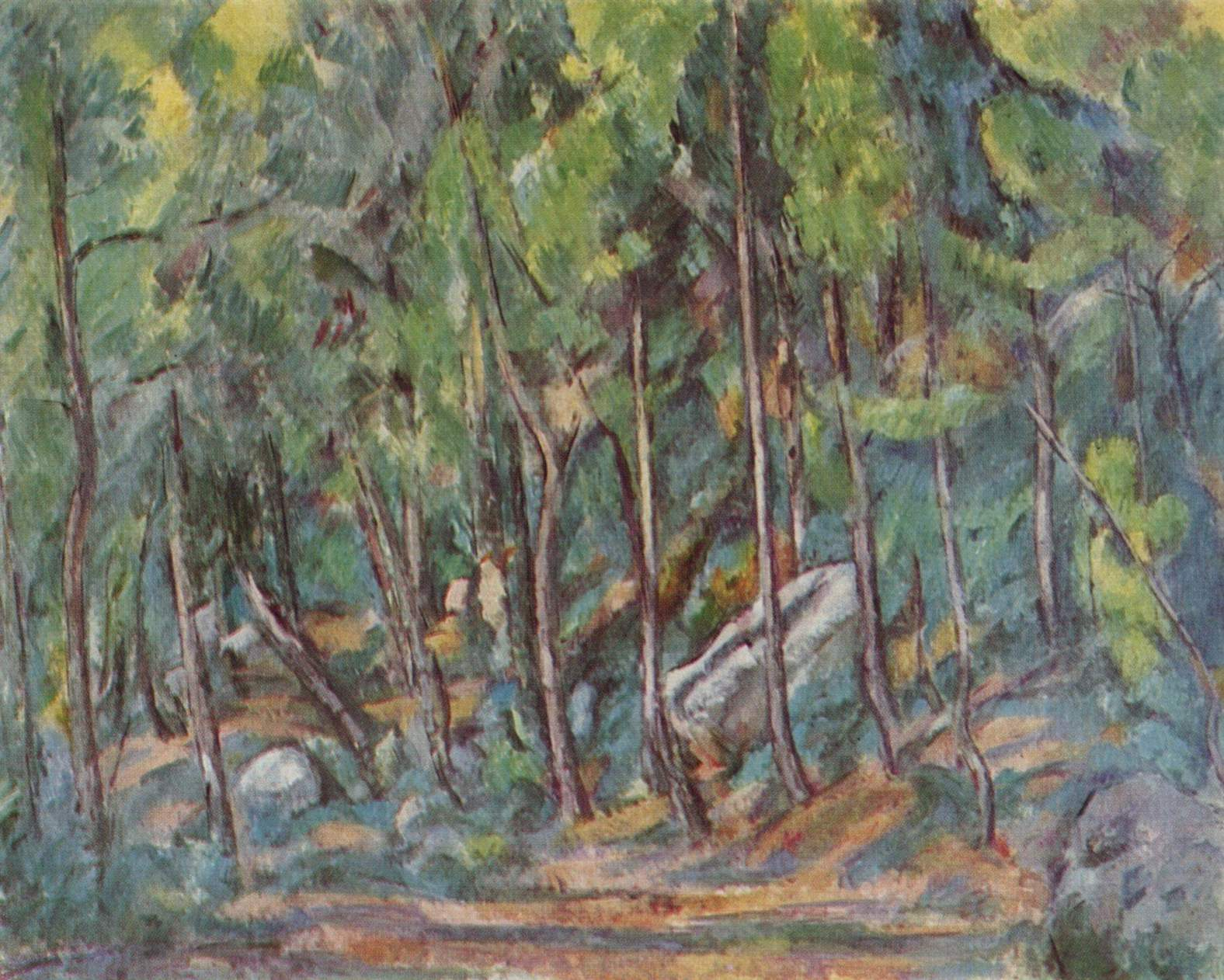
海明威在谈到保罗·塞尚的《枫丹白露森林》时说：“这就是我们在写作中试图做的事情，还有我们必须爬过的树林和岩石”。

海明威非常崇拜塞尚，在写作生涯早期，他的散文与塞尚的作品相呼应。他在 1949 年的一次采访中说：“继早期画家之后，塞尚是我最喜欢的画家……我在卢森堡博物馆参观上千次……学习并懂得了如何像他那样描绘风景……” 海明威希望《大双心河》的结构和塞尚的作品一样——前景清晰详细，背景模糊带过。 在 1924 年 8 月给斯坦因的信中，海明威写道：“我已经写完了两个长篇故事……我还写完了去西班牙打仗之前写的那本长篇小说。塞尚也去过西班牙，我在西班牙度过了地狱般的时光。这本书大约有 100 页，我编造了一个没有战争、国家繁荣昌盛的世界”。 
海明威对河流和乡村的描述受到了后印象派风格的影响，他还深受现代主义的影响。 他经常参观卢森堡博物馆，观赏塞尚的三幅画作： 《埃斯塔克的融雪（L'Estaque）》 、 《农田庭院（Cour d'une ferme）》和《人民（Les Peupliers）》 。在海明威创造《大双心河》之前，塞尚的一系列水彩画在 Berheim-Jeune 画廊展出。海明威在《流动的盛宴》中写道，他“从塞尚的画作中学到了：仅仅描绘简单的事实远远无法传达出我想要表达的深度”。 

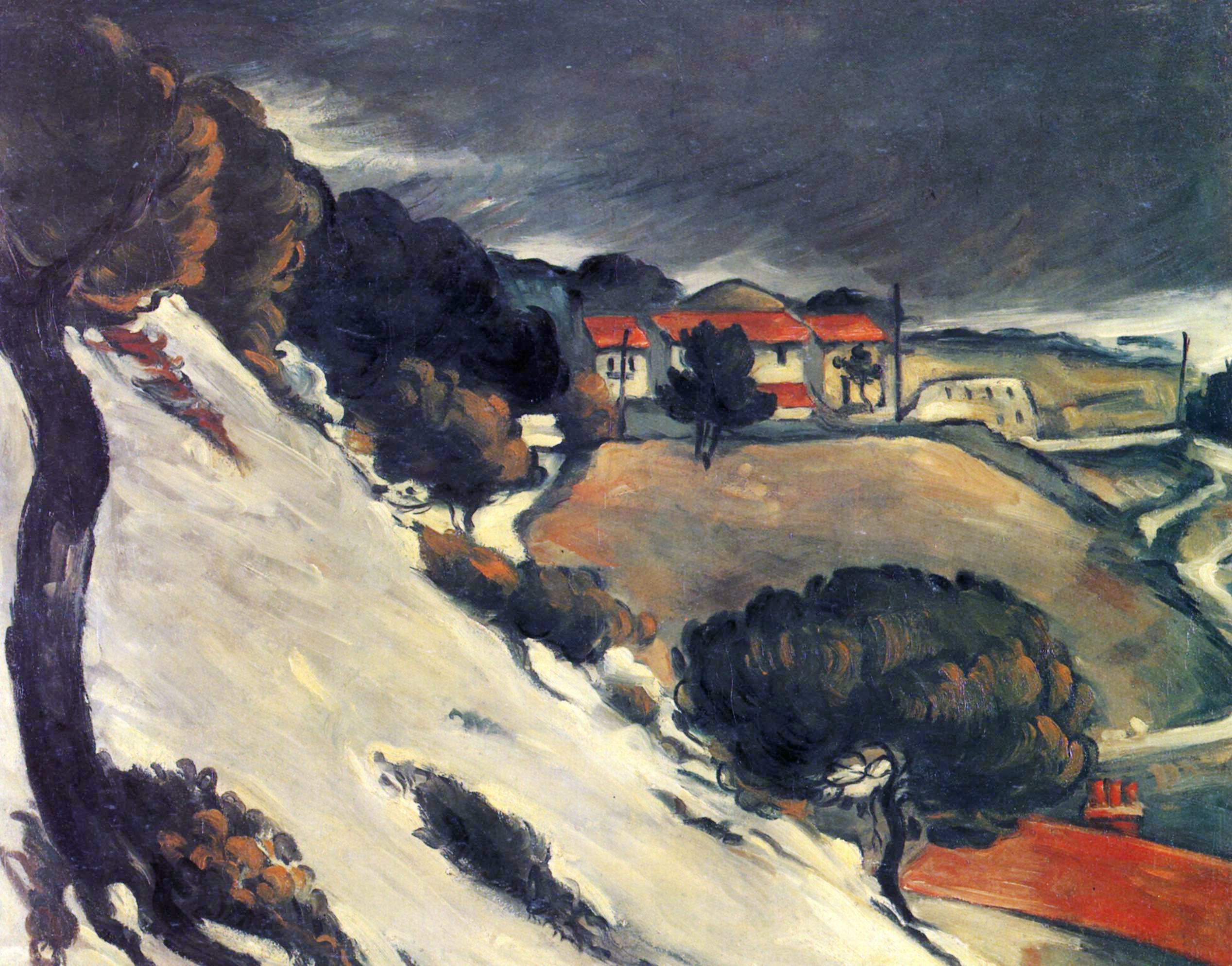
《埃斯塔克的融雪》 ，塞尚。1871年

对比《大双心河》与塞尚的画作，伯曼观察到海明威建立了“形态、空间和光影的表现”，而密集的描述性段落体现了“光影和形式……压倒性的视觉，强烈关注空间性”，而在中景部分，“我们仅通过垂直的形态和深色来感知（树木）”。与塞尚的画作一样，海明威描绘的风景也是模糊的，并不代表任何具体的地方：塞尼镇于 1891 年被烧毁，而不是 1919 年；尼克爬的那座山并不存在；从镇上步行到尼克扎营的福克斯河也不是一天。 
肯尼思·约翰斯顿认为海明威对象征主义的运用可以用绘画和笔触来解释，认为海明威对火灾后的城镇和铁轨的描述是“划过风景”的文字，就像塞尚笔下的风景。 大段对扎营地点和尼克单调活动的详细描写占据了故事的前景；而森林和险恶的沼泽则被弱化到了背景，描述模糊且一笔带过。河流充当前景和背景之间的屏障，水位或深或浅，水流或慢或快。伯曼说，尼克是画中的人物——出现在露营地的前景中，距离沼泽的黑暗背景有一段距离。 

### 象征主义
尼克无法自省，也无法应对痛苦，海明威通过象征主义、寄情于事和寄情于物来传达这一点，使读者能够洞察尼克的动机。 例如，当他到达塞尼时，他从火车上摔了下来，对被烧毁的城镇感到震惊，但更深层次上，这是尼克对自身战争经历的震惊。尼克离开被烧毁的土地，在炎热的天气里爬上一座小山，观察小镇的受损情况，燃烧和炎热象征着他对战火纷飞的意大利的记忆，但他希望能够重新开始：”小镇不可能全部被烧毁，他知道的”。 到了山顶，他休息了一会儿，抽了根烟，第一次开口说话。弗洛拉认为，说话象征着他的人性，曾在战争中失去，现在正在开始回归。 
小镇里，河上的小桥仍然存在，河流象征着时间和永恒、治愈和生与死的自然循环。尼克开启钓鱼之旅，或许是一种宗教追求，因为鱼在基督教中有象征意义。 从小镇出发，有一条道路通向人迹罕至的乡野，穿过一座桥，桥下的鳟鱼在水流中保持稳定，就像尼克需要保持稳定一样。他从桥上瞥见一只展翅欲飞的翠鸟，约翰斯顿指出，这种鸟象征着“和平与安宁”。被连根拔的大树起象征着尼克因战争受到的巨大创伤。尼克小心翼翼地保护鳟鱼的粘液层并将其放生，象征着他的脆弱。露营地坐落在松树林深处，作者以舒缓的绿色描绘周围环境，象征着安全。背景中除了三棵枯树之外，隐约可见一片沼泽，尼克不会冒险去那里。 
尼克的帐篷没有外面的旷野那么黑暗，是一个安全的避难所。相反，沼泽被夜间薄雾笼罩，尼克有意不去想这个地方。当他早上醒来，从睡眠中恢复了能量，他感觉更强壮了，沼泽似乎不再那么危险了。 

## 影响
1924年，巴黎三山出版社将《在我们的时代里》作为庞德现代主义丛书的一部分出版。一经出版就受到评论家的推崇。埃德蒙·威尔逊认为《大双心河》是一部“首屈一指”的作品， 并在1940年代再次评论道：“伴随着颜色斑驳的鳟鱼…这个来自美国中西部的小男孩钓鱼钓出了一篇旷世佳作钓。” 这篇小说当时在美国出版时，批评家认为海明威通过使用陈述性句子和简洁的语言风格的方式为这篇短篇小说注入了新的活力。  1952年，《纽约时报》在评论《老人与海》（海明威后来赢得了普利策奖和诺贝尔文学奖）时提及《大双心河》，认为这是 "海明威早期短篇小说中最优秀和最有幸福感的一篇"。 
卡洛斯·贝克称《在我们的时代里》为年轻作家的惊人成就。 约瑟夫·弗洛拉认为《大双心河》“毫无疑问是《在我们的时代里》最精彩的一篇“。 《大双心河》已经成为海明威的作品中最常被收录的故事之一，  ，也是自出版以来最少得到负面文学批评的少数作品之一，是20世纪美国文学的经典之作。 贝格尔总结道，《大双心河》与史蒂芬·克莱恩的《海上扁舟》，纳撒尼尔·霍桑的《好青年古德曼·布朗》以及埃德加·爱伦·坡《厄舍府的倒塌》齐名，均列于美国“最杰出”的短篇小说之列。 
本森认为，尽管庞德和乔伊斯的影响力巨大，但海明威在20世纪的大部分时间里还是“使这种新的写作模式占据了主导地位”。不同于其他的现代主义作家，他们描写的是与过去隔绝的人，海明威写作时更注重将故事放在当下，因此成为了“真正的现代主义者”。